# Doppelrohrblattinstrument

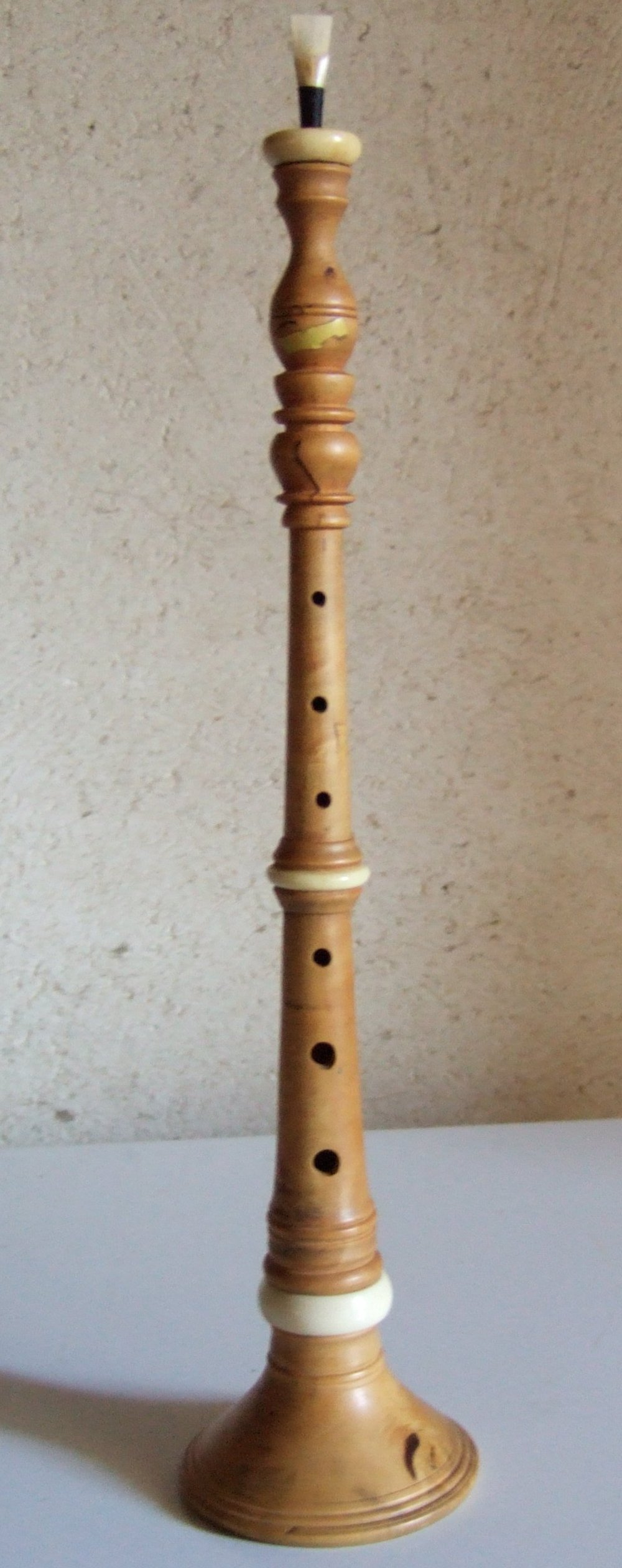
Bretonische Bombarde

Doppelrohrblattinstrumente (kurz Doppelblattinstrumente) sind Blasinstrumente, deren Ton von einem doppelten Rohrblatt erzeugt wird. Beim Anblasen wird ein Paar gleichartiger, gegenüberstehender Blätter zum Schwingen angeregt. Entsprechend seiner Funktionsweise wird dieses Rohrblatt auch als Gegenschlagzunge bezeichnet.
Durch die Vibration des Rohrblatts wird der Luftstrom in einer bestimmten Frequenz unterbrochen und wieder freigegeben. Dadurch gerät die Luftsäule im Instrumentenkorpus ins Schwingen und der Ton erklingt. Die Tonhöhe wird durch die Länge, den Durchmesser und die Form des Korpus bestimmt (konisch/zylindrisch). Durch Öffnen oder Schließen von Grifflöchern können Tonskalen erzeugt werden.
Im westlichen Orchester sind die Doppelblattinstrumente Oboe (mit Englischhorn) und Fagott (mit Kontrafagott) vertreten. Daneben gibt es weltweit viele traditionelle Instrumente, unter anderem die Bombarde, die Zurna, der Duduk und die Suona. In Europa wurden in der Zeit der Renaissance neben den Schalmeien zahlreiche weitere Doppelrohrblattinstrumente verwendet, zum Beispiel Krummhorn oder Rauschpfeife.
Gemeinsam mit den Einfachrohrblattinstrumenten bilden die Doppelrohrblattinstrumente die Kategorie der Rohrblattinstrumente, die zu den Holzblasinstrumenten gehören. Die Melodierohre vieler Sackpfeifen entsprechen im Aufbau den Doppelrohrblattinstrumenten.

## Terminologie
Um Doppelblattinstrumente zusammenzufassen, wird auch von Oboen, traditionellen Oboen, Kegeloboen, Volksoboen gesprochen. Näher wird unterschieden zwischen (konischen) Kegeloboen und (zylindrischen) Kurzoboen. Historische und moderne Instrumente sind dabei nicht berücksichtigt. Ein anderer Sammelbegriff ist Schalmeien oder Schalmeiinstrumente. Er kann aber in einem weiteren Sinn auch für alle (traditionellen) Rohrblattinstrumente gebraucht werden (siehe dazu Schalmei).
Die Terminologie für die einzelnen Instrumente ist oft schwankend. Derselbe Name kann für sehr unterschiedliche Instrumente stehen. So wird Katalanisch Xeremia regional unterschiedlich für ein Doppel- oder Einfachrohrblattinstrument oder für eine Sackpfeife verwendet. Schon das zugrundeliegende altfranzösische Wort Chalemie konnte Doppel- wie Einfachblattinstrumente bezeichnen. Entsprechend ist davon Schalmei für einen Typus von Doppelblattinstrumenten abgeleitet, aber auch Chalumeau für ein Einfachblattinstrument.
Umgekehrt können gleiche oder sehr ähnliche Instrumente unterschiedliche Namen haben. Zum Beispiel bezeichnen Dulzaina, Gralla und Xirimita im katalanischen Sprachgebiet denselben Instrumententyp in verschiedenen Regionen.

## Klang und Spielweise

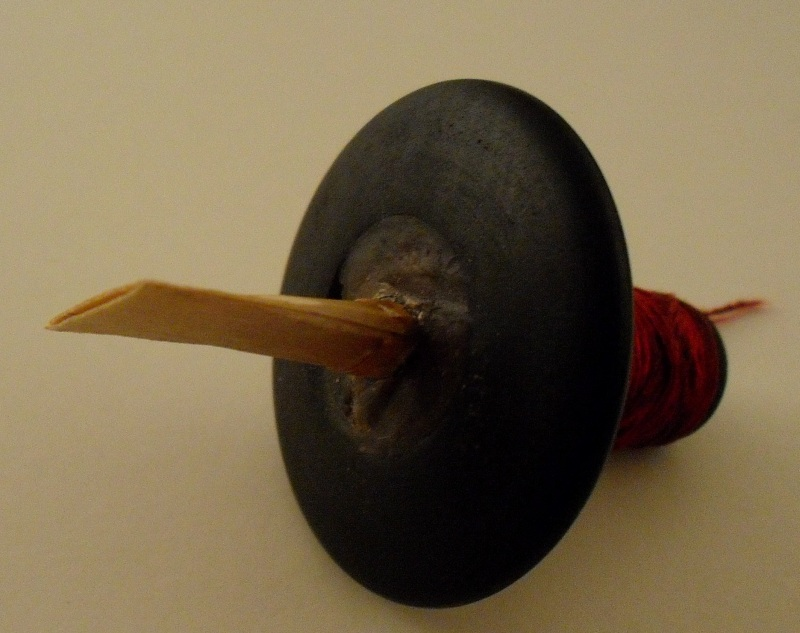
Mundstück eines norditalienischen Piffero mit Rohrblatt und Pirouette (Lippenstütze)

Der Ton der Doppelblattinstrumente ist meist offener als der von Einfachblattinstrumenten und besonders bei kleineren Instrumenten mit konischer Röhre oft durchdringend. Instrumente mit großen Blättern oder zylindrischen Röhren können auch weicher klingen. Windkapselinstrumente mit zylindrischer Röhre haben oft einen schnarrenden Ton.
Bei den traditionellen und einigen historischen Instrumenten wird das Rohrblatt ganz in die Mundhöhle genommen. Bei diesem Ansatz („Windkapselansatz“, „Ansatz mit aufgeblasenen Backen“) umschließen die Lippen das Blatt unterhalb der frei schwingenden Blattzungen. So bildet die Mundhöhle ein Luftreservoir, aus dem die Luft gleichmäßig in das Instrument strömt. Zur Unterstützung des Lippenabschlusses haben einige Instrumente eine runde oder ovale Lippenstütze, die auch Pirouette genannt wird. Anders als bei den direkt angeblasenen Instrumenten hat der Musiker bei Windkapselinstrumenten keinen direkten Kontakt zum Rohrblatt. Die Windkapsel bildet eine Kammer, in der das Rohrblatt frei schwingt. In der traditionellen Spielweise werden die Instrumente mit konischer Röhre meist nur einmal, die Instrumente mit zylindrischer Röhre gar nicht überblasen. Im Nahen Osten und in Asien werden sie häufig mit Zirkularatmung gespielt.
Die modernen Instrumente und einige historische Instrumente werden dagegen „lippendirigiert“ gespielt, das heißt, Ober- und Unterlippe werden über den Zahndamm gelegt und schließen die beiden Blattzungen ein. Dieser Ansatz wird auch als „Oboenansatz“ bezeichnet. Durch Änderung von Druck und Stellung der Lippen kann der Ton moduliert und das Instrument mehrfach überblasen werden. Der Oboenansatz wird heute gelegentlich auch bei traditionellen Instrumenten ohne Windkapsel verwendet, um deren musikalische Möglichkeiten zu erweitern.

## Formen
Rohrblatt

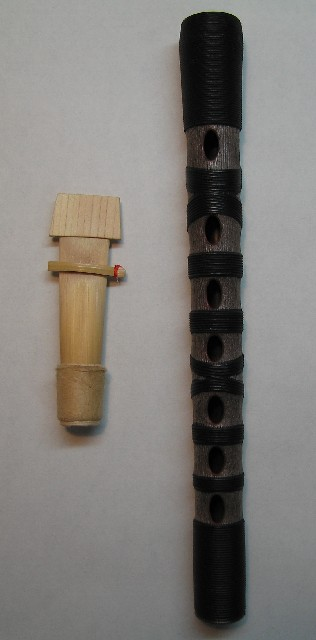
Japanische Hichiriki mit zylindrischem Korpus und Spange (und Schutzkappe) über dem Rohrblatt

Bei europäischen Instrumenten ist das Rohrblatt meist aus Schilfrohr oder Pfahlrohr, in Asien werden traditionell Bambus (Duduk, Pi Or), eine Zuckerrohrart (saccharum spontaneum, Shehnai), Schilfgras (Taepyeongso) oder Palmblätter (Pi Chanai, Hne) verwendet. Heute ist auch Kunststoff für die Rohrblätter anzutreffen. In manchen Fällen reguliert eine Spange die Spannung des Rohrblatts (Duduk, Pi Or, Hichiriki). Die Befestigung des Rohrblatts am Instrument geschieht oft mit Hilfe einer Metallhülse, auf die das Blatt gebunden wird. Unterhalb des Rohrblatts kann die Pirouette angebracht sein (Pommer, Piffero, Zurna, Shehnai, Suona).
Windkapsel
In der Renaissancezeit waren die Mundstücke der Doppelrohrinstrumente häufig mit Windkapseln versehen (Krummhorn, Cornamuse, Schryari, Rauschpfeife, Kortholt).
Korpus
Als Material für den Korpus dienen verschiedene Hölzer, oft Obst- oder Hartholz. Der Korpus kann je nach kunsthandwerklicher Tradition verziert sein. Eine Besonderheit sind gebogene Formen (Oboe da caccia, ein Mvahli genanntes Instrument der nepalesischen Newar). Das Sarrusophon hat einen Korpus aus Metall.
Die kleinsten Doppelblattinstrumente sind zwischen 10 und 20 cm lang, die größten haben eine Rohrlänge von mehreren Metern, die jedoch einmal oder mehrfach gefaltet sind (das Kontrafagott hat eine Luftsäule von fast sechs Metern). Diese Verbindung paralleler Rohre zu einem Schallrohr findet sich beim Sordun, dem Dulzian und dem Fagott. Am konsequentesten ist das Prinzip beim Rankett durchgeführt, bei dem durch die neunfache Knickung des Schallrohrs selbst die Großbassinstrumente nur kleine Außenmaße haben.

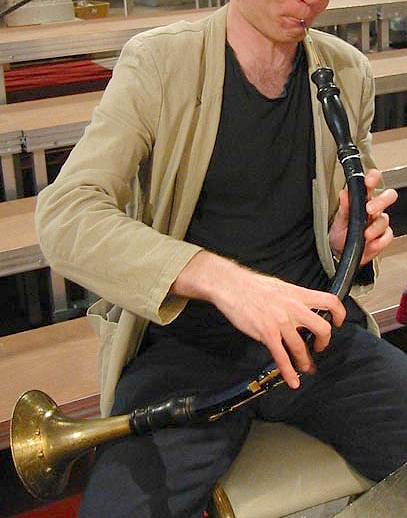
Oboe da caccia (Jagdoboe), Korpus mit Leder überzogen, Messingstürze

Die Mehrzahl der Doppelblattinstrumente hat eine konische Innenbohrung. Doch Instrumente mit zylindrischem Schallrohr sind keine Ausnahme (Krummhorn, Cornamuse, Sordun, Rankett, Duduk, Mey, Hujia, Guan, Piri und Hichiriki). Sie entsprechen in der Tonerzeugung den gedackten Pfeifen und klingen daher eine Oktave tiefer als konische Instrumente oder Flöten gleicher Länge. Wegen der gegenkonischen Außenform kann für die Schryari eine gegenkonische Innenbohrung vermutet werden.
Neben den Grifflöchern (häufig 6–9) finden sich an vielen Instrumenten Bohrungen, die als Schalllöcher dienen oder mit Wachs verschlossen werden können, um andere Tonskalen zu erzeugen.
Stürze
Die zylindrischen Doppelblattinstrumente haben meist keinen Schalltrichter. Dagegen ist er bei vielen Instrumenten mit konischem Schallrohr stark ausgeprägt (vgl. die Bezeichnung „Kegeloboen“). Korpus und Schalltrichter können aus einem Stück gearbeitet sein (Schalmei, Zurna). Oft wird die Stürze aber auch aufgesetzt. Neben Holzstürzen gibt es solche aus Metall, häufig Messing (Oboe da caccia, Tenora, Suona, Gyaling). Bei der Hne hängt ein Metalltrichter lose über dem Ende des Schallrohrs.
Neben den trichterförmigen Stürzen gibt es auch eiförmige (Musette, Oboe d’amore, Englischhorn, Heckelphon).

## Geschichte und Verbreitung
Antike und Spätantike
Schon in vorgeschichtlicher Zeit dürften Doppelrohrblätter zur Erzeugung von Musik verwendet worden sein. Zu den ältesten Zeugnissen und zur Entwicklung in der Antike siehe den Artikel Aulos. Die meist paarweise gespielten Instrumente hießen bei den Griechen Aulos, bei den Etruskern Subulo und bei den Römern Tibia. Diese Namen bezeichneten sowohl Doppel- als auch Einzelrohrblattinstrumente.
Da die Musik der antiken Rohrblattinstrumente ein wichtiger Teil religiöser Zeremonien und der Mysterienkulte war, wurden sie von den christlichen Kirchenvätern scharf abgelehnt. Die Kirchenmusik blieb lange auf den Gesang beschränkt. Die Auleten sanken zu Spielleuten und Gauklern herab. Dass sich Doppelblattinstrumente in der Volkskultur des Abendlandes bis ins Mittelalter erhalten haben, kann nur vermutet werden.
Naher Osten, Zentral- und Ostasien, Nordafrika

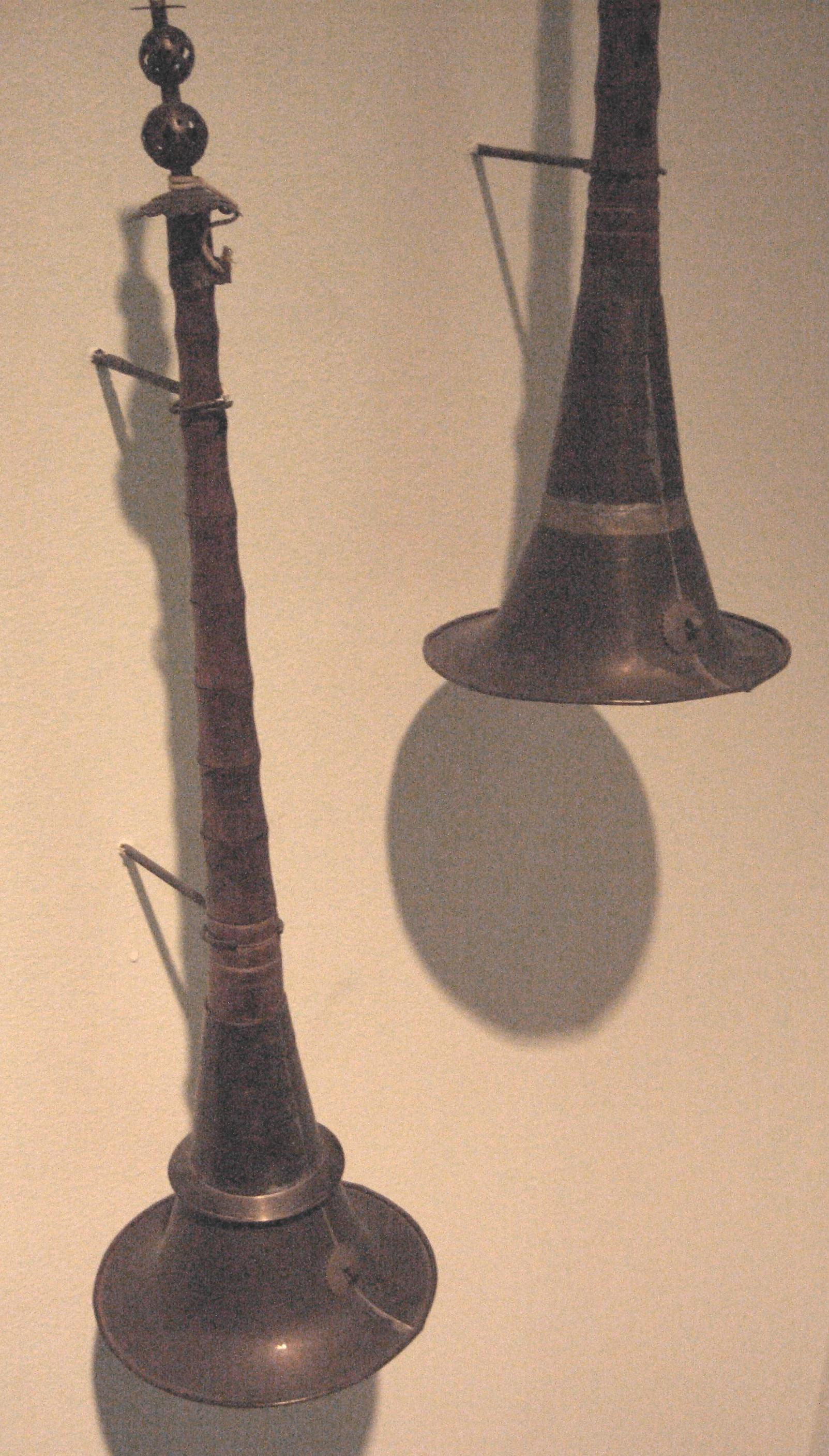
Chinesische Suonas

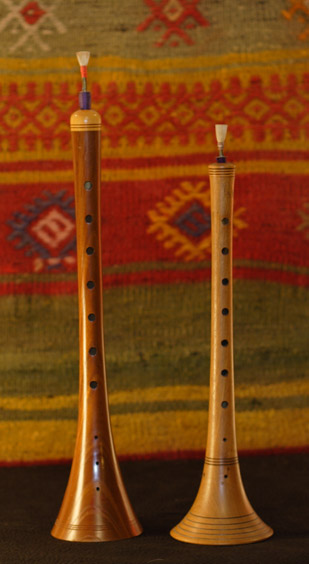
Türkische Zurnas

Im islamischen Kulturkreis wurde das Erbe der Antike unbefangener übernommen. Aus Vorläufern der arabischen Kegeloboe Mizmar entwickelten sich in Persien die Instrumente, die bis heute als Sornay erhalten sind. In der Türkei und auf dem Balkan heißt das entsprechende Instrument Zurna. Oft spielen zwei dieser Instrumente gemeinsam, wobei eines vielleicht in der Tradition des antiken Doppelaulos einen Bordunton zur Melodie liefert. Rhythmisch ergänzt werden sie um eine Trommel.
In Nordafrika heißen entsprechende Instrumente Ghaita bzw. Algaita und an der ostafrikanischen Küste Nzumari.
Über die Handelswege verbreitete sich in islamischer Zeit der Instrumententyp unter abgeleiteten Bezeichnungen über Zentral- und Südasien bis nach China, während die indische Mohori ihrem Namen nach auf einen vorislamischen Ursprung der Doppelrohrblattinstrumente in Indien verweist. In Pakistan heißt die Kegeloboe Turi, in Indien Shehnai, in Sri Lanka Horonava, in Nepal Mvahli, in China Suona. Zwischen dem 10. und 14. Jahrhundert gelangte sie nach Korea und erhielt dort den Namen Taepyeongso (auch Soaenap). In Myanmar entwickelte sich die Kegeloboe zur Hne, in Kambodscha zur Sralai (ohne Schalltrichter). Islamische Einwanderer brachten sie nach Malaysia und Indonesien, wo sie auf Sumatra Sarune (sarunei, serune), auf Java Tarompet (selompret), auf der Insel Lombok Preret und im Süden von Sulawesi Puik-puik genannt wird.
Auf ähnliche Weise dürfte die Verbreitung der Kurzoboen mit zylindrischer Bohrung verlaufen sein. Das Instrument, das in der Türkei Mey genannt wird, ist als Duduk armenisches Nationalinstrument. Ähnliche Formen heißen in Nordwestchina Hujia, in China Guan, in Korea Piri und in Japan Hichiriki.
Europa im hohen Mittelalter und in der Renaissance
Auch im Abendland wurden die Doppelblattinstrumente durch den Kontakt mit der islamischen Welt (wieder) verbreitet. Seit der Zeit der Kreuzzüge und des venezianischen Mittelmeerhandels waren die Schalmeien bei Spielleuten auch im westlichen Mittelmeerraum und in Mitteleuropa sehr beliebt.
In der Renaissance wurden unterschiedliche Formen in Instrumentenfamilien gebaut. Zu den Schalmeien trat der Pommer sowie der Dulzian. Mit zylindrischem Rohr gab es Rankette und Sordune in allen Stimmlagen. Als Windkapselinstrumente gab es unter anderem Rauschpfeife, Krummhorn und Cornamuse.
Von Spanien aus verbreitet sich ein Doppelrohrblattinstrument mit zylindrischer Spielröhre unter dem Namen Chirimía in einigen Gegenden von Lateinamerika und Zentralamerika.
Barock und 19. Jahrhundert

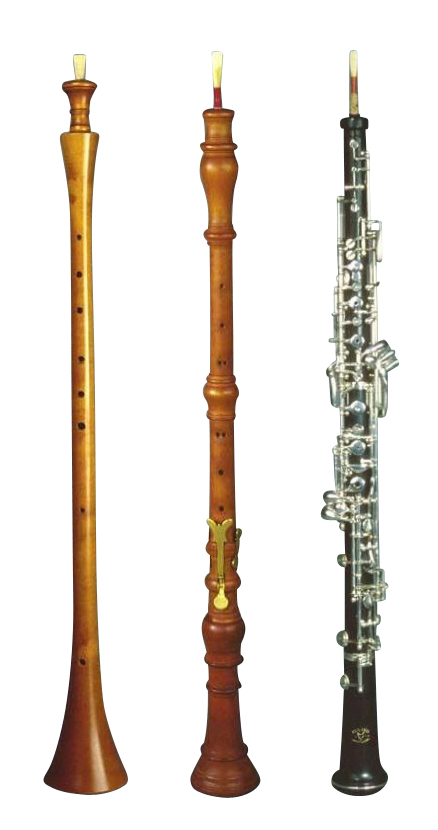
Renaissanceschalmei, Barockoboe, moderne Oboe

Im Barock traten die Windkapselinstrumente zurück. Aus der hohen Schalmei entwickelte Jean de Hotteterre (gestorben 1691) die Barockoboe mit engerem Konus und zwei Klappen für die tiefsten Töne. Von Frankreich aus verbreitete sich das Instrument in ganz Europa. Als Bassinstrument löste das Barockfagott allmählich den Dulzian ab.
Schon bei den Renaissanceinstrumenten wurden bei großen Instrumenten Klappen angesetzt, wo die Griffspanne der Hand nicht ausreichte. Diese Klappen waren noch durch eine Fontanelle genannte Holzabdeckung geschützt. In der Barockzeit kamen einige wenige Klappen hinzu. Erst seit dem 19. Jahrhundert wurden zahlreiche Klappen zur Grifferleichterung bei Halbtönen und Verzierungen sowie zum leichteren Überblasen und zur Verbesserung der Intonation hinzugefügt. So hat die moderne Oboen bis zu 21 Klappen, das Fagott hat bis zu 25.
Neben den Instrumenten für den höfischen bzw. bürgerlichen Musikbetrieb sowie für die Kirchenmusik, bestehen vor allem im Mittelmeerraum die aus der Schalmei entwickelten Volksinstrumente fort. Hier sind die Bombarde aus der Bretagne, der Hautbois Languedocien, die Gralla, Tarota, Tible und Tenora aus Katalonien, die Ciaramella und der Piffero aus Italien sowie die Sopila aus Istrien zu nennen. Sie werden oft gemeinsam mit Sackpfeifen gespielt.
In vielen Gegenden waren die Instrumente um die Wende zum 20. Jahrhundert stark zurückgegangen oder ausgestorben. Mit der Pflege des regionalen Bewusstseins wurde vielerorts ihre Bedeutung für die eigene kulturelle Identität entdeckt und die Wiederbelebung und Weiterentwicklung vorangetrieben. So werden heute auch einige traditionelle Instrumente mit Klappen versehen (Tenora, Tible, Bombarde), um die Spielmöglichkeiten zu erweitern.